# Ravensteingalerij

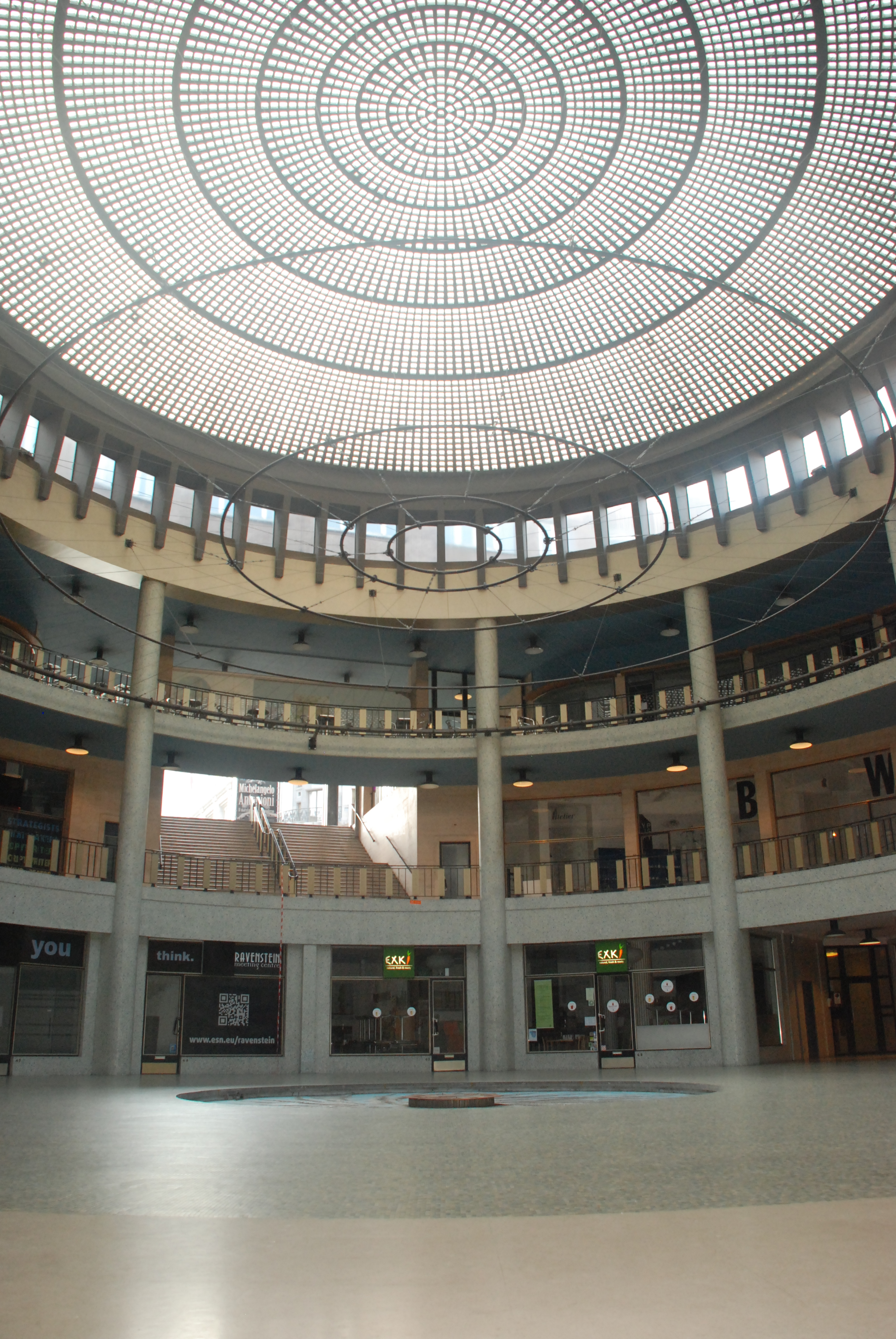
De rotonde

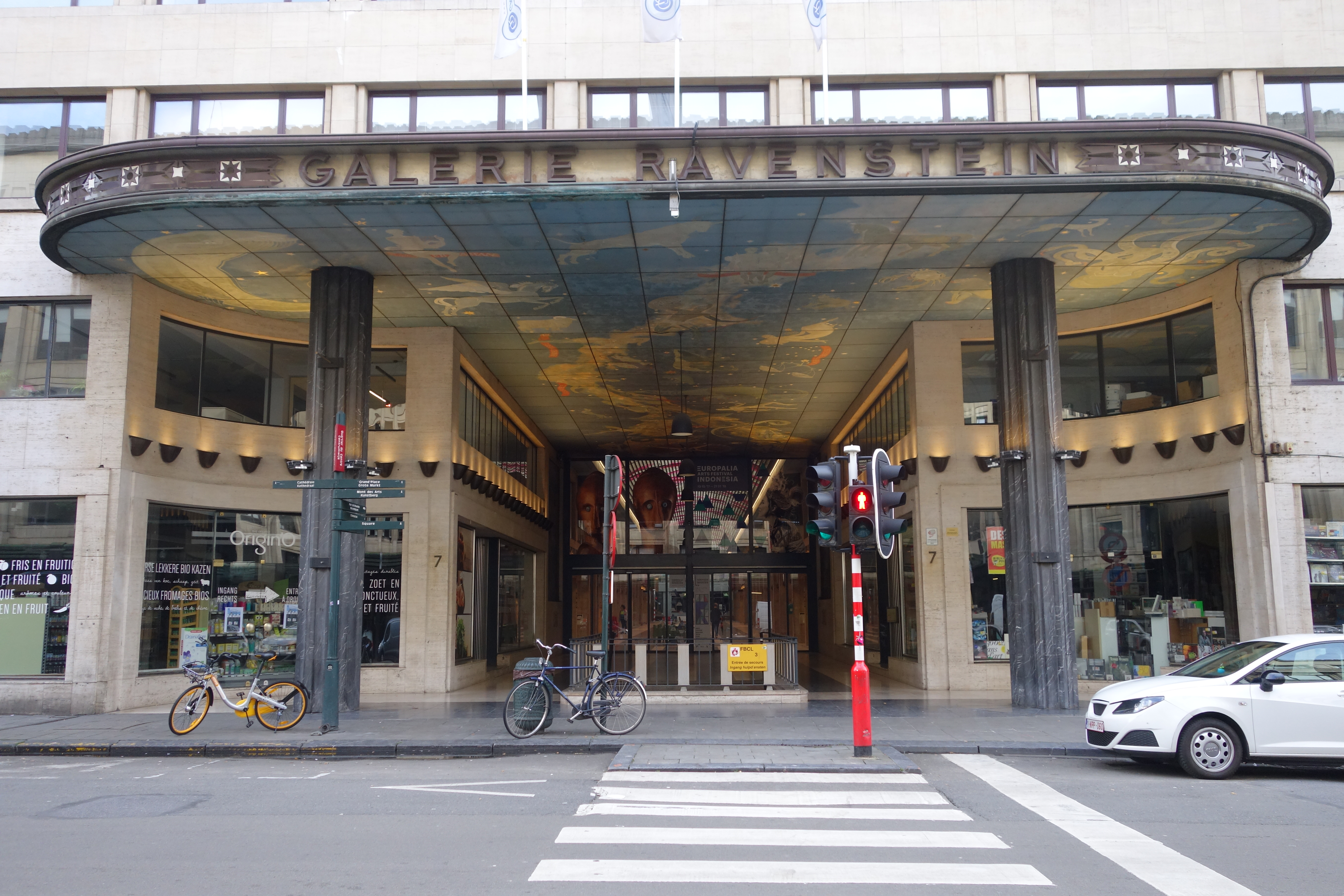
Ingang Kantersteen met de plafondschildering van Baltus

De Ravensteingalerij (Frans: Galerie Ravenstein) is een overdekte winkelgalerij in het centrum van de Belgische stad Brussel.

## Situering
De galerij komt in het noordwesten uit op de straat Kantersteen en via een onderdoorgang op het Station Brussel-Centraal. In het zuidoosten komt de galerij uit op Ravensteinstraat met aan de overzijde van de straat het Paleis voor Schone Kunsten (BOZAR) en de korte Baron Hortastraat die uitkomt op het Warandepark.
De Ravensteingalerij ligt op de helling van de Kunstberg en vormt een verbinding tussen de benedenstad aan de noordwestzijde en de bovenstad aan het zuidoostzijde van de galerij. Ongeveer 17.000 mensen lopen er dagelijks door deze galerij.

## Geschiedenis
Tussen 1954 en 1958 werd de Ravensteingalerij gebouwd naar het ontwerp van de architecten Alexis en Philippe Dumont in het kader van de aanleg van de Noord-Zuidverbinding. Hier liep vroeger de Pollepelstraat en stond het paleis van kardinaal Granvelle. Bij de werken zijn resten blootgelegd van de Grote Pollepel, een middeleeuwse stoof en watercollector van waaruit de benedenstad werd bevoorraad. Het achthoekige reservoir werd heropgebouwd in het Egmontpark.
De galerij werd in een internationale stijl opgetrokken en zet de 19e-eeuwse traditie van overdekte passages voort. De architecten hebben ook het nabijgelegen Shellgebouw ontworpen dat ten noorden van de galerij gelegen is. De plechtige opening vond plaats op 15 februari 1958.
In 2006 werd de galerij gerenoveerd en opgewaardeerd. Het aantal cafés met licht geklede serveuses werd teruggedrongen. Bij die gelegenheid is ook de keramische sculptuur van Olivier Strebelle, de Roof van Europa, weggenomen. Het werk uit 1956 was al meermaals gevandaliseerd.
Na een verbouwing werd de galerij in 2009 beschermd als monument vanwege de historische, artistieke en esthetische waarde.

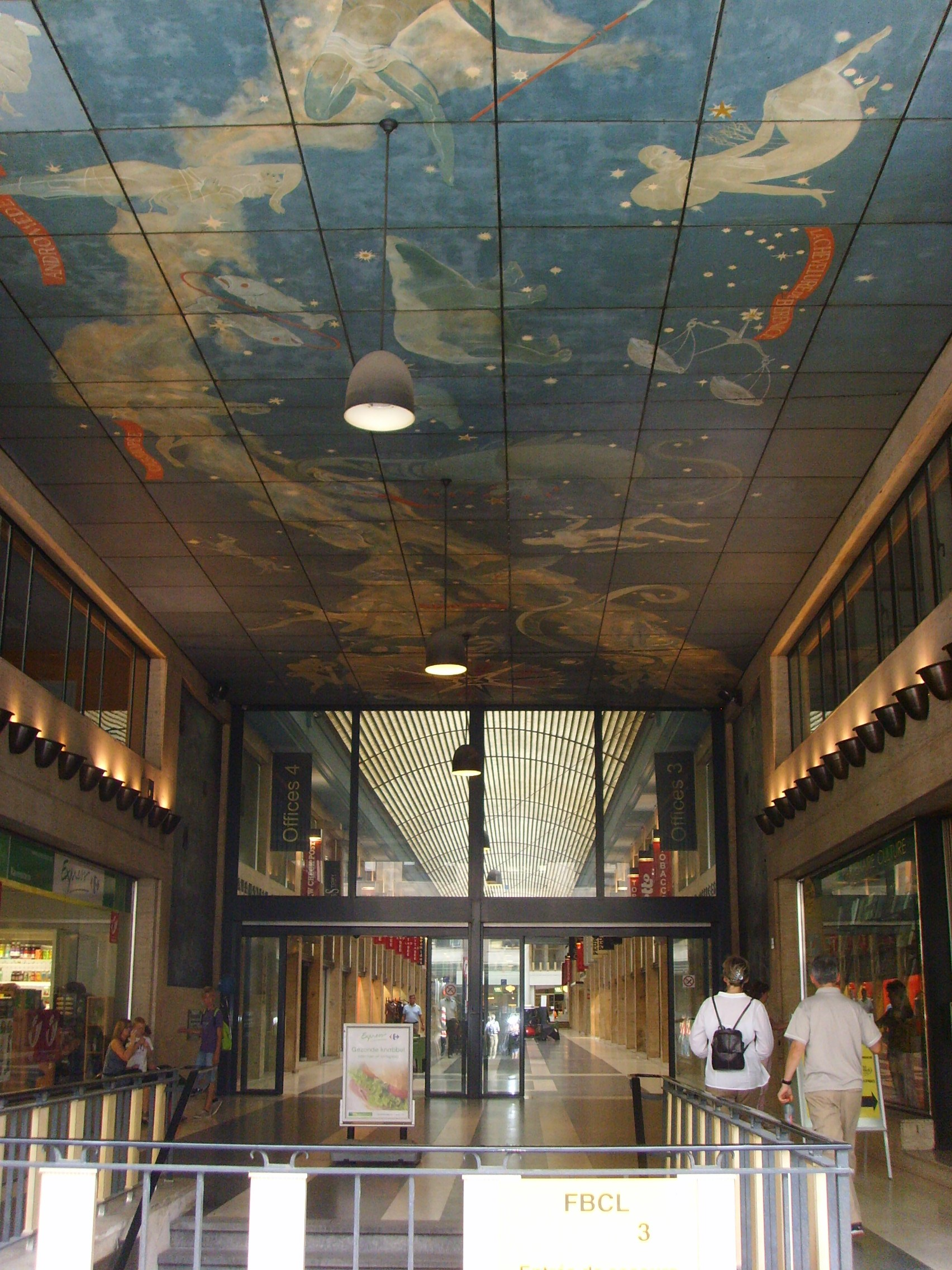
Entree noordwestzijde, met trap onder Kantersteen
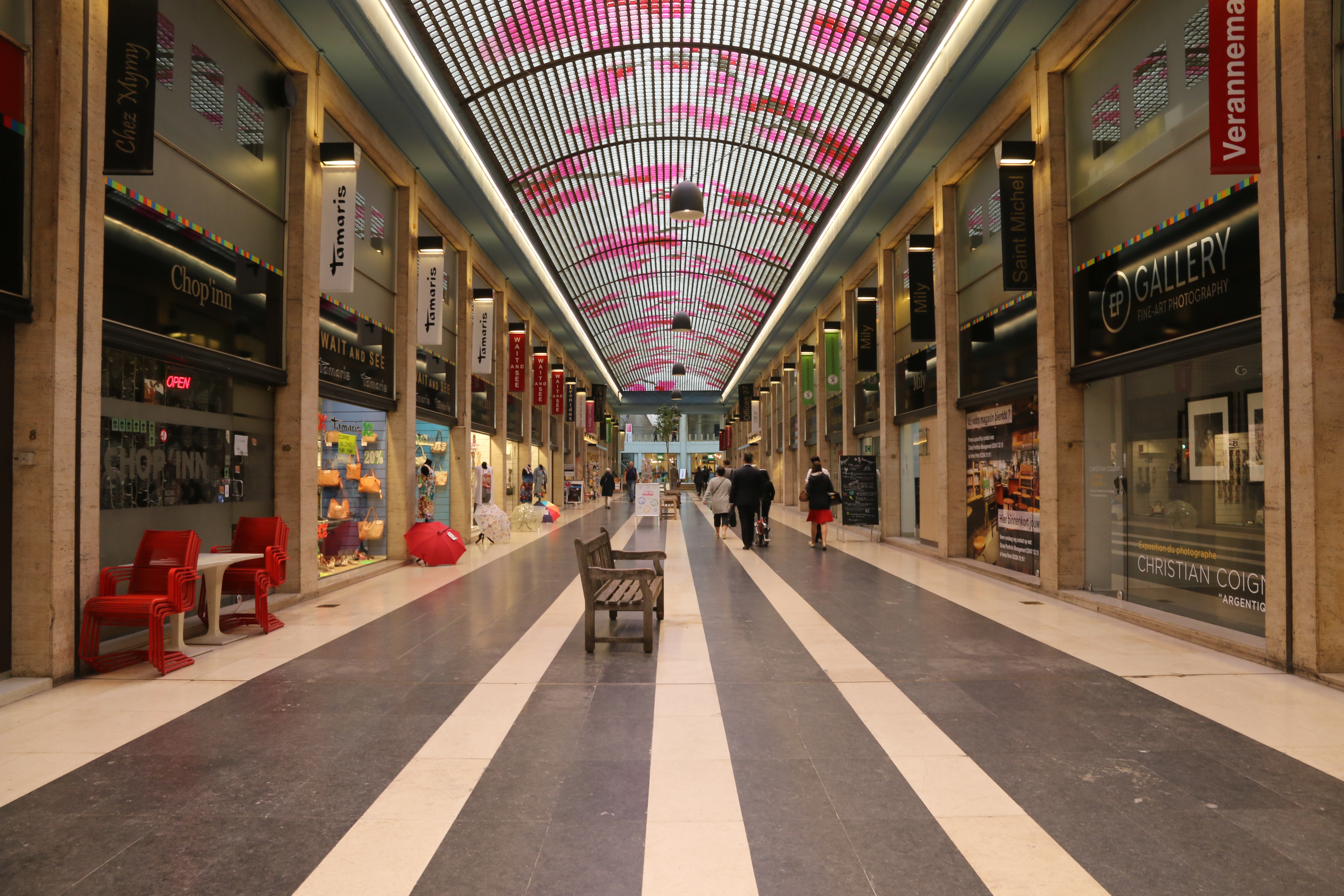
De Ravensteingalerij
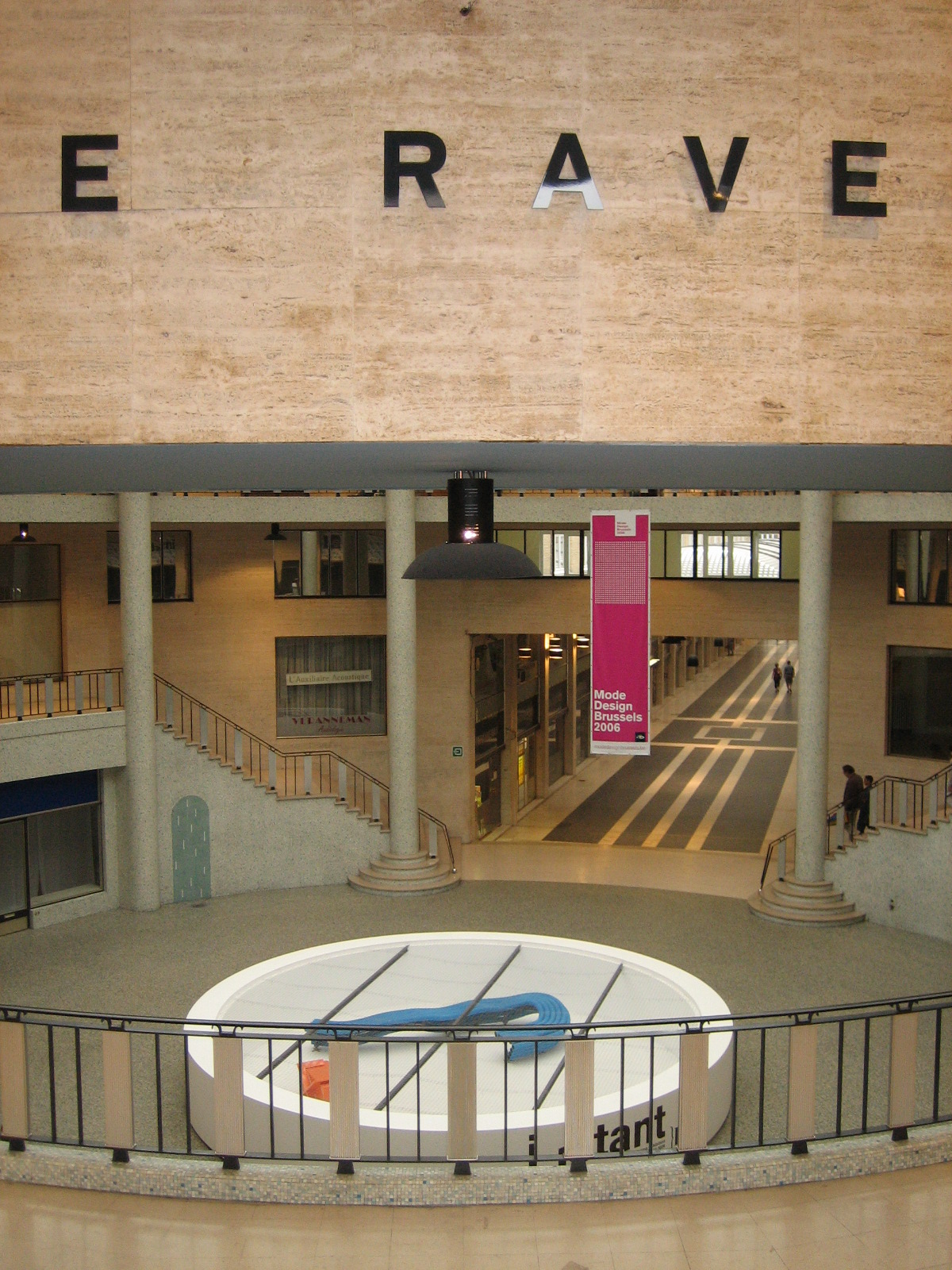
Gezien vanuit de ingang aan de zuidoostzijde
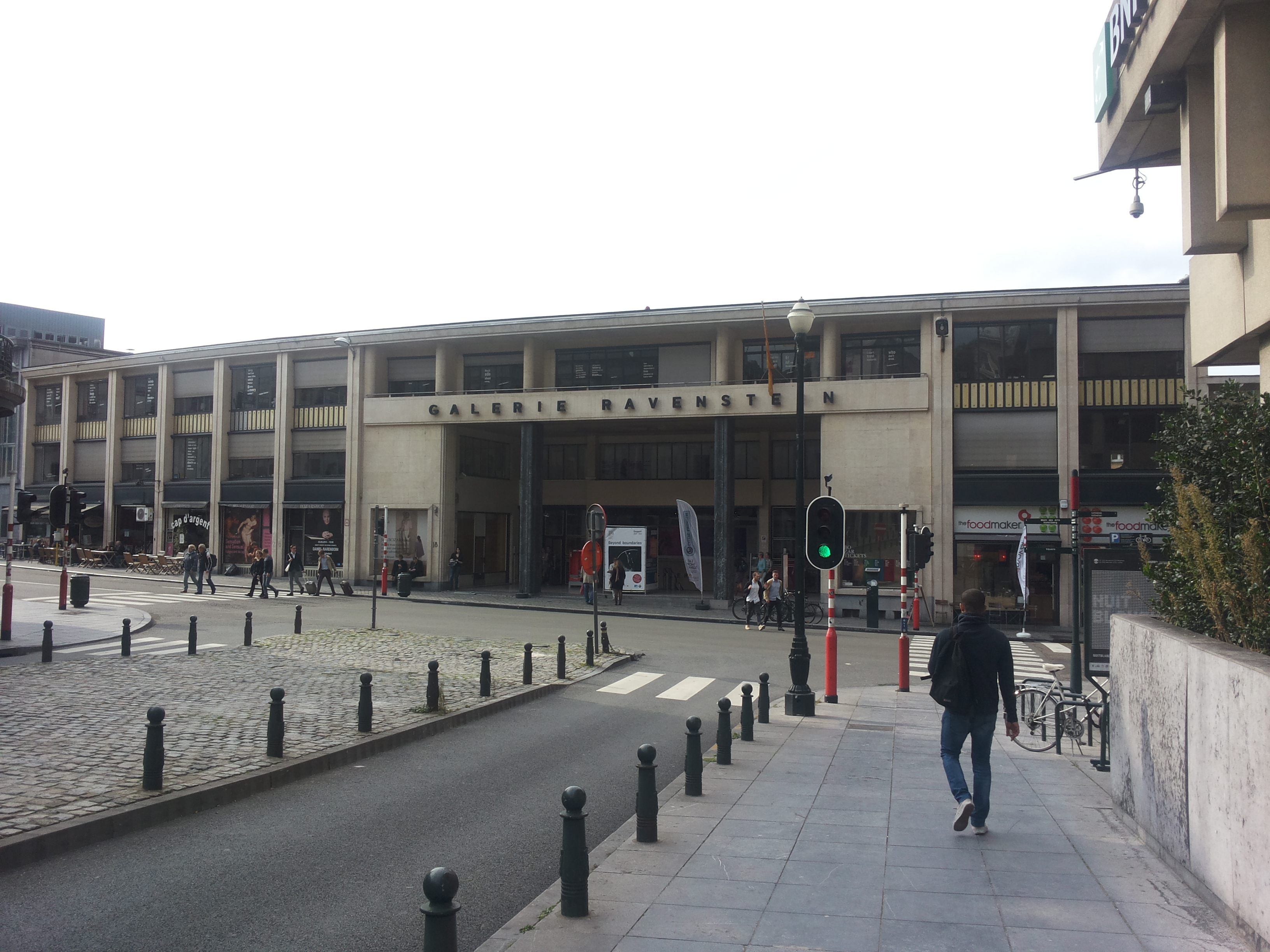
Buitenzijde aan Ravensteinstraat

## Opzet
In het noordwesten heeft de galerij tegenover het Centraal Station een portiek aan de Kantersteen met een trap en ondergrondse gang naar de passage onder de Kantersteen (tussen het Centraal Station en de halte Centraal Station van de Brusselse metro). De galerij begint aan de westzijde als winkelgalerij die uitkomt op een rond atrium met betonnen lichtkoepel en met twee trappen om het hoogteverschil van 10 meter te overbruggen.
De portieken zijn voorzien van plafondschilderingen van Jean-Ado Baltus en tonen de winden, sterrenbeelden en elementen.
De galerij huisvest ongeveer tachtig winkels met op de bovenste verdiepingen kantoren. Het vastgoedbedrijf All Yield beheert de grote meerderheid van de galerij en kantoren.